# Football Club de Nantes 2025-2026 (femminile)
Questa voce raccoglie le informazioni riguardanti la squadra femminile dell Football Club de Nantes nelle competizioni ufficiali della stagione 2025-2026.

## Divise e sponsor
Le divise sono le stesse usate dalla sezione maschile nella stessa stagione sportiva, con l'unica differenza riguardante il main sponsor frontale: WIPT al posto di Synergie, al secondo anno consecutivo.
La maglia home, presentata ufficialmente il 19 giugno 2025, vede la  scomparsa delle bande verdi su sfondo giallo, che vengono sostituite da sottili e distintive strisce verticali.
Il colletto è alla "coreana" e i bordi delle maniche sono verdi, così come lo sono i pantaloncini. Quest'ultimo dettaglio rappresenta una novità in quanto i gialloverdi non ne indossavano di tale colore da 18 anni.
La maglia away, presentata invece il 10 luglio successivo, presenta una mappa topografica della città di Nantes e ha come colore predominante il verde acqua. Sul retro della maglia è ricamata la scritta "Naoned", che rappresenta il nome del club in lingua bretone.
|  | Casa | Trasferta |

## Organigramma societario
Organigramma societario tratto dal sito ufficiale.
Area direttiva
- Presidente: Jacky Soulard
- Vicepresidente: Gilles Rampillon
- Tesoriere: Michel Valin
- Coordinatore sportivo: Nicolas Chabot
- Direttore del settore giovanile: Jérémy Labbé
- Team manager: Anaïs Messager
- Assistente team manager: Noa Prigent
- Community manager: Nathalie Quérouil

Area tecnica
- Allenatore: Nicolas Chabot
- Allenatore in seconda: Kyllian Auger
- Preparatore dei portieri: Fabienne Varenne
- Preparatore atletico: Thomas Pouliquen

Area medica
- Medico sociale: Elise Barnarndeau
- Fisioterapista: Lucie Beaufreton
- Osteopata: Claire Lossec
- Podologo: Cécile Bernot
- Psicologo: Marie Gomez

Area video
- Analista: Quentin River

## Rosa
Aggiornata al 12 agosto 2025.
| N. |                        | Ruolo | Calciatore          |
| -- | ---------------------- | ----- | ------------------- |
| 1  | Canada (bandiera)      | P     | Emily Burns         |
| 3  | Stati Uniti (bandiera) | D     | Caitlin Cosme       |
| 4  | Francia (bandiera)     | D     | Maureen Cosson      |
| 5  | Francia (bandiera)     | D     | Julie Pasquereau    |
| 6  | Cile (bandiera)        | C     | Karen Araya         |
| 7  | Turchia (bandiera)     | C     | Lalia Storti        |
| 8  | Francia (bandiera)     | C     | Juliette Mossard    |
| 9  | Francia (bandiera)     | A     | Lucie Calba         |
| 10 | Francia (bandiera)     | A     | Camille Robillard   |
| 11 | Haiti (bandiera)       | A     | Roseline Éloissaint |
| 14 | Spagna (bandiera)      | D     | Izarne Sarasola     |

| N. |                       | Ruolo | Calciatore        |
| -- | --------------------- | ----- | ----------------- |
| 17 | Francia (bandiera)    | A     | Julie Rabanne     |
| 18 | Algeria (bandiera)    | A     | Mélissa Béthi     |
| 19 | Svezia (bandiera)     | C     | Ema Paljević      |
| 20 | Marocco (bandiera)    | C     | Imane Saoud       |
| 21 | Francia (bandiera)    | A     | Louise Fleury     |
| 23 | Ucraina (bandiera)    | P     | Kateryna Boklač   |
| 26 | Francia (bandiera)    | C     | Léa Khelifi       |
| 27 | Portogallo (bandiera) | D     | Nelly Rodrigues   |
| 29 | Francia (bandiera)    | A     | Éva Sumo          |
| 30 | Slovenia (bandiera)   | C     | Manja Rogan       |
| 33 | Francia (bandiera)    | A     | Mathilde La Posta |
| 77 | Belgio (bandiera)     | A     | Mariam Toloba     |

## Calciomercato

### Sessione estiva(dal 1º luglio al 31 agosto)
| Acquisti         | Acquisti        | Acquisti         | Acquisti      |
| R.               | Nome            | da               | Modalità      |
| ---------------- | --------------- | ---------------- | ------------- |
| D                | Izarne Sarasola | Real Sociedad    | definitivo    |
| C                | Karen Araya     | Madrid CFF       | definitivo    |
| C                | Léa Khelifi     | Montpellier      | definitivo    |
| C                | Ema Paljević    | Sparta Praga     | definitivo    |
| C                | Imane Saoud     | Servette Chênois | definitivo    |
| A                | Lucie Calba     | Stade Reims      | definitivo    |
| A                | Mariam Toloba   | Standard Liegi   | definitivo    |
| Altre operazioni |                 |                  |               |
| R.               | Nome            | da               | Modalità      |
| D                | Inès Maague     | Orléans          | fine prestito |
| C                | Mélissa Béthi   | Metz             | fine prestito |

| Cessioni         | Cessioni          | Cessioni     | Cessioni   |
| R.               | Nome              | a            | Modalità   |
| ---------------- | ----------------- | ------------ | ---------- |
| P                | Lisa Lebrun       | Metz         | svincolata |
| D                | Inès Maague       |              | svincolata |
| C                | Thelma Eninger    | Saint-Malo   | definitivo |
| C                | Danielle Marcano  | Valencia     | definitivo |
| C                | Amira Ould Braham | Trabzonspor  | svincolata |
| C                | Lalie Rageot      | Metz         | prestito   |
| C                | Andrea Recio      | Valencia     | definitivo |
| C                | Manon Uffren      | Parma        | svincolata |
| A                | Samiah Phiri      | Thonon Évian | svincolata |
| A                | Chinaza Uchendu   |              | svincolata |
| A                | Naomie Vagre      | Lens         | definitivo |
| Altre operazioni |                   |              |            |
| R.               | Nome              | a            | Modalità   |

## Risultati

### Première Ligue

#### Prima fase

##### Girone di andata
| Nantes 6 settembre 2025, ore -:- CEST 1ª giornata | Nantes | – | Saint-Étienne | Stadio Marcel Saupin |

## Statistiche

### Statistiche di squadra
| Competizione      | Punti | In casa | In casa | In casa | In casa | In casa | In casa | In trasferta | In trasferta | In trasferta | In trasferta | In trasferta | In trasferta | Totale | Totale | Totale | Totale | Totale | Totale | DR |
| Competizione      | Punti | G       | V       | N       | P       | Gf      | Gs      | G            | V            | N            | P            | Gf           | Gs           | G      | V      | N      | P      | Gf     | Gs     | DR |
| ----------------- | ----- | ------- | ------- | ------- | ------- | ------- | ------- | ------------ | ------------ | ------------ | ------------ | ------------ | ------------ | ------ | ------ | ------ | ------ | ------ | ------ | -- |
| Première Ligue    | 0     | 0       | 0       | 0       | 0       | 0       | 0       | 0            | 0            | 0            | 0            | 0            | 0            | 0      | 0      | 0      | 0      | 0      | 0      | 0  |
| Coppa di Francia  | -     | 0       | 0       | 0       | 0       | 0       | 0       | 0            | 0            | 0            | 0            | 0            | 0            | 0      | 0      | 0      | 0      | 0      | 0      | 0  |
| Coupe da la Ligue | -     | 0       | 0       | 0       | 0       | 0       | 0       | 0            | 0            | 0            | 0            | 0            | 0            | 0      | 0      | 0      | 0      | 0      | 0      | 0  |
| Totale            | -     | 0       | 0       | 0       | 0       | 0       | 0       | 0            | 0            | 0            | 0            | 0            | 0            | 0      | 0      | 0      | 0      | 0      | 0      | 0  |

### Andamento in campionato
| Giornata  | 1 | 2 | 3 | 4 | 5 | 6 | 7 | 8 | 9 | 10 | 11 | 12 | 13 | 14 | 15 | 16 | 17 | 18 | 19 | 20 | 21 | 22 | 23 | 24 | 25 | 26 | 27 | 28 | 29 | 30 | 31 | 32 | 33 | 34 |
| --------- | - | - | - | - | - | - | - | - | - | -- | -- | -- | -- | -- | -- | -- | -- | -- | -- | -- | -- | -- | -- | -- | -- | -- | -- | -- | -- | -- | -- | -- | -- | -- |
| Luogo     |   |   |   |   |   |   |   |   |   |    |    |    |    |    |    |    |    |    |    |    |    |    |    |    |    |    |    |    |    |    |    |    |    |    |
| Risultato |   |   |   |   |   |   |   |   |   |    |    |    |    |    |    |    |    |    |    |    |    |    |    |    |    |    |    |    |    |    |    |    |    |    |
| Posizione |   |   |   |   |   |   |   |   |   |    |    |    |    |    |    |    |    |    |    |    |    |    |    |    |    |    |    |    |    |    |    |    |    |    |

Fonte: (FR) Classement - Arkema Première Ligue, su fff.fr. URL consultato il 2 luglio 2025.
Legenda:

Luogo: C = Casa; T = Trasferta. Risultato: V = Vittoria; N = Pareggio; P = Sconfitta.

### Statistiche delle giocatrici
Sono in corsivo le calciatrici che hanno lasciato la società a stagione in corso.
| Giocatore     | Première Ligue | Première Ligue | Première Ligue | Première Ligue | Coppa di Francia | Coppa di Francia | Coppa di Francia | Coppa di Francia | Coupe de la Ligue | Coupe de la Ligue | Coupe de la Ligue | Coupe de la Ligue | Totale   | Totale | Totale      | Totale     |
| Giocatore     | Presenze       | Reti           | Ammonizioni    | Espulsioni     | Presenze         | Reti             | Ammonizioni      | Espulsioni       | Presenze          | Reti              | Ammonizioni       | Espulsioni        | Presenze | Reti   | Ammonizioni | Espulsioni |
| ------------- | -------------- | -------------- | -------------- | -------------- | ---------------- | ---------------- | ---------------- | ---------------- | ----------------- | ----------------- | ----------------- | ----------------- | -------- | ------ | ----------- | ---------- |
| K. Araya      | -              | -              | -              | -              | -                | -                | -                | -                | -                 | -                 | -                 | -                 | -        | -      | -           | -          |
| M. Béthi      | -              | -              | -              | -              | -                | -                | -                | -                | -                 | -                 | -                 | -                 | -        | -      | -           | -          |
| L. Boisset    | -              | -              | -              | -              | -                | -                | -                | -                | -                 | -                 | -                 | -                 | -        | -      | -           | -          |
| E. Burns      | -              | -              | -              | -              | -                | -                | -                | -                | -                 | -                 | -                 | -                 | -        | -      | -           | -          |
| K. Boklač     | -              | -              | -              | -              | -                | -                | -                | -                | -                 | -                 | -                 | -                 | -        | -      | -           | -          |
| L. Calba      | -              | -              | -              | -              | -                | -                | -                | -                | -                 | -                 | -                 | -                 | -        | -      | -           | -          |
| C. Cosme      | -              | -              | -              | -              | -                | -                | -                | -                | -                 | -                 | -                 | -                 | -        | -      | -           | -          |
| M. Cosson     | -              | -              | -              | -              | -                | -                | -                | -                | -                 | -                 | -                 | -                 | -        | -      | -           | -          |
| R. Éloissant  | -              | -              | -              | -              | -                | -                | -                | -                | -                 | -                 | -                 | -                 | -        | -      | -           | -          |
| L. Fleury     | -              | -              | -              | -              | -                | -                | -                | -                | -                 | -                 | -                 | -                 | -        | -      | -           | -          |
| L. Khelifi    | -              | -              | -              | -              | -                | -                | -                | -                | -                 | -                 | -                 | -                 | -        | -      | -           | -          |
| M. La Posta   | -              | -              | -              | -              | -                | -                | -                | -                | -                 | -                 | -                 | -                 | -        | -      | -           | -          |
| J. Mossard    | -              | -              | -              | -              | -                | -                | -                | -                | -                 | -                 | -                 | -                 | -        | -      | -           | -          |
| E. Paljević   | -              | -              | -              | -              | -                | -                | -                | -                | -                 | -                 | -                 | -                 | -        | -      | -           | -          |
| J. Pasquereau | -              | -              | -              | -              | -                | -                | -                | -                | -                 | -                 | -                 | -                 | -        | -      | -           | -          |
| J. Rabanne    | -              | -              | -              | -              | -                | -                | -                | -                | -                 | -                 | -                 | -                 | -        | -      | -           | -          |
| C. Robillard  | -              | -              | -              | -              | -                | -                | -                | -                | -                 | -                 | -                 | -                 | -        | -      | -           | -          |
| N. Rodrigues  | -              | -              | -              | -              | -                | -                | -                | -                | -                 | -                 | -                 | -                 | -        | -      | -           | -          |
| M. Rogan      | -              | -              | -              | -              | -                | -                | -                | -                | -                 | -                 | -                 | -                 | -        | -      | -           | -          |
| I. Saoud      | -              | -              | -              | -              | -                | -                | -                | -                | -                 | -                 | -                 | -                 | -        | -      | -           | -          |
| I. Sarasola   | -              | -              | -              | -              | -                | -                | -                | -                | -                 | -                 | -                 | -                 | -        | -      | -           | -          |
| L. Storti     | -              | -              | -              | -              | -                | -                | -                | -                | -                 | -                 | -                 | -                 | -        | -      | -           | -          |
| É. Sumo       | -              | -              | -              | -              | -                | -                | -                | -                | -                 | -                 | -                 | -                 | -        | -      | -           | -          |
| M. Toloba     | -              | -              | -              | -              | -                | -                | -                | -                | -                 | -                 | -                 | -                 | -        | -      | -           | -          |